# Figueira Champions Classic
La Figueira Champions Classic  est une course cycliste portugaise disputée sur une journée dans la Région Centre (en portugais : Região do Centro). Elle fait partie du calendrier de l'UCI Europe Tour en catégorie 1.1 en 2023, et intègre le calendrier UCI ProSeries, le deuxième niveau de compétition dans l'ordre d'importance du cyclisme sur route masculin, en 2024.
La première édition s'est déroulée le 12 février 2023 sur une distance de 190 km avec un départ et une arrivée dans la ville côtière de Figueira da Foz située à environ 200 km au nord de Lisbonne. 123 coureurs sont au départ et 93 à l'arrivée.

## Palmarès
| Année | Vainqueur       | Deuxième        | Troisième           |
| ----- | --------------- | --------------- | ------------------- |
| 2023  | Casper Pedersen | Rune Herregodts | Marijn van den Berg |
| 2024  | Remco Evenepoel | Vito Braet      | Simone Velasco      |
| 2025  | António Morgado | Paul Magnier    | Mathias Vacek       |